# 아이나 클로테트
아이나 클로테트 프레쿠에트(스페인어: Aina Clotet Fresquet, 1982년 9월 23일 ~ )는 스페인의 배우이다.